# Te Tai Tokerau
Te Tai Tokerau és una circumscripció electoral de la Cambra de Representants de Nova Zelanda. Elegeix un diputat mitjançant el sistema electoral de representació proporcional mixta i fou creada per a les eleccions de 1996. És una de les circumscripcions electorals maoris. El seu electorat s'estén pel nord-oest de l'illa del Nord.
La circumscripció és representada per Hone Harawira del Partit Mana des de les eleccions de 2005.

## Història
La circumscripció va ser creada per a les eleccions de 1996, succeint la circumscripció de Northern Maori (1868-1996). El seu primer diputat va ser Tau Henare de Nova Zelanda Primer en unes eleccions en les quals Nova Zelanda Primer guanyaria en totes les circumscripcions maoris. Henare seria ministre en el gabinet de Jim Bolger, sent Ministre d'Afers Maoris entre 1996 i 1999 i Ministre de Carreres entre 1996 i 1998.
Henare seria succeït per Dover Samuels del Partit Laborista en les eleccions de 1999. Samuels també seria ministre, però en el gabinet de Helen Clark. Fou Ministre d'Afers Maoris entre 1999 i 2000 i Ministre d'Estat entre 2002 i 2007.
Samuels, però, seria vençut pel candidat del Partit Maori Hone Harawira en les eleccions de 2005. Harawira seria diputat per aquest partit fins al 2011 quan aquest dimitiria del Partit Maori per a fundar el Partit Mana. Al dimitir Harawira causà una elecció parcial, la qual guanyà amb una pluralitat del vot. En les eleccions de 2011 seria elegit de nou.

## Composició
La circumscripció s'estén pel nord-oest de l'illa del Nord. Inclou les regions d'Auckland i Northland. Inclou els municipis d'Auckland, Whangarei, North Shore, Dargaville i Kaitaia. Altres localitats inclouen Kaikohe, Kerikeri, Ruakaka, Kawakawa, Ahipara, Kohukohu, Haruru, Mangonui, Awanui i Russell.
Te Tai Tokerau inclou les iwis de Ngāpuhi, Te Aupōuri, Ngāti Kuri, Te Rarawa, Ngāti Kahu i Ngāti Whātua.

## Diputats
| Termini | Termini         | Diputat       | Partit        | Notes                                    |
| ------- | --------------- | ------------- | ------------- | ---------------------------------------- |
|         | 1996-1998       | Tau Henare    | NZ Primer     | Ministre de 1996 a 1999                  |
|         | 1998-1999       | Tau Henare    | Mauri Pacific | Ministre de 1996 a 1999                  |
|         | 1999-2005       | Dover Samuels | Laborista     | Ministre de 1999 a 2000 i de 2002 a 2007 |
|         | 2005-2011       | Hone Harawira | Maori         | Líder del Partit Mana des de 2011        |
|         | 2011-actualitat | Hone Harawira | Mana          | Líder del Partit Mana des de 2011        |

### Diputats de llista
| Termini | Termini   | Diputat       | Partit    | Notes                                    |
| ------- | --------- | ------------- | --------- | ---------------------------------------- |
|         | 1996-1999 | Joe Hawke     | Laborista |                                          |
|         | 2005-2008 | Dover Samuels | Laborista | Ministre de 1999 a 2000 i de 2002 a 2007 |
|         | 2008-2011 | Kelvin Davis  | Laborista |                                          |

## Eleccions

### Dècada de 2010
| Eleccions de 2011: Te Tai Tokerau | Eleccions de 2011: Te Tai Tokerau        | Eleccions de 2011: Te Tai Tokerau | Eleccions de 2011: Te Tai Tokerau | Eleccions de 2011: Te Tai Tokerau | Eleccions de 2011: Te Tai Tokerau | Eleccions de 2011: Te Tai Tokerau | Eleccions de 2011: Te Tai Tokerau | Eleccions de 2011: Te Tai Tokerau |
| Partit                            | Partit                                   | Candidat                          | Vots per candidat                 | %                                 | ±%                                | Vots per partit                   | %                                 | ±%                                |
| --------------------------------- | ---------------------------------------- | --------------------------------- | --------------------------------- | --------------------------------- | --------------------------------- | --------------------------------- | --------------------------------- | --------------------------------- |
|                                   | Mana                                     | Hone Harawira                     | 8.121                             | 43,31                             | -18,64                            | 4.844                             | 24,49                             | +24,49                            |
|                                   | Laborista                                | Kelvin Davis                      | 6.956                             | 37,10                             | +7,66                             | 6.855                             | 34,65                             | -10,98                            |
|                                   | Maori                                    | Waihoroi Shortland                | 3.114                             | 16,61                             | -45,35                            | 2.208                             | 11,16                             | -19,61                            |
|                                   | Cànnabis                                 | Maki Herbert                      | 559                               | 2,98                              | -1,08                             | 229                               | 1,16                              | +0,08                             |
|                                   | NZ Primer                                |                                   |                                   |                                   |                                   | 1.950                             | 9,86                              | +2,44                             |
|                                   | Nacional                                 |                                   |                                   |                                   |                                   | 1.814                             | 9,17                              | -0,17                             |
|                                   | Verd                                     |                                   |                                   |                                   |                                   | 1.704                             | 8,61                              | +5,10                             |
|                                   | Conservador                              |                                   |                                   |                                   |                                   | 102                               | 0,52                              | +0,52                             |
|                                   | ACT                                      |                                   |                                   |                                   |                                   | 46                                | 0,23                              | -0,32                             |
|                                   | Unit Futur                               |                                   |                                   |                                   |                                   | 17                                | 0,09                              | -0,03                             |
|                                   | Libertarianz                             |                                   |                                   |                                   |                                   | 6                                 | 0,03                              | +0,01                             |
|                                   | Aliança                                  |                                   |                                   |                                   |                                   | 5                                 | 0,03                              | +0,00                             |
|                                   | Democràtic                               |                                   |                                   |                                   |                                   | 2                                 | 0,01                              | +0,01                             |
| Vots nuls                         | Vots nuls                                | Vots nuls                         | Vots nuls                         | Vots nuls                         | Vots nuls                         | 473                               | 2,39                              | +0,94                             |
| Participació                      | Participació                             | Participació                      | Participació                      | Participació                      | Participació                      | 19.782                            | 61,60                             | -1,64                             |
| Majoria                           | Majoria                                  | Majoria                           | Majoria                           | Majoria                           | Majoria                           | 1.165                             | 6,21                              | -26,20                            |
|                                   | Circumscripció defensada pel Partit Mana |                                   |                                   |                                   |                                   |                                   |                                   |                                   |

|              | Mana                                    | Hone Harawira  | 6.065  | 49,28 | -12,67 |
|              | Laborista                               | Kelvin Davis   | 4.948  | 40,20 | +10,76 |
|              | Maori                                   | Solomon Tipene | 1.087  | 8,83  | -53,12 |
|              | Cànnabis                                | Maki Herbert   | 135    | 1,10  | -2,96  |
|              | NZ Nostra                               | Kelvyn Alp     | 72     | 0,59  | +0,59  |
| Vots nuls    | Vots nuls                               | Vots nuls      | 32     | 0,26  | -1,19  |
| Participació | Participació                            | Participació   | 12.307 |       |        |
| Majoria      | Majoria                                 | Majoria        | 1.117  | 9,08  | -23,44 |
|              | Circumscripció guanyada pel Partit Mana |                |        |       |        |

### Dècada de 2000
| Eleccions de 2008: Te Tai Tokerau | Eleccions de 2008: Te Tai Tokerau         | Eleccions de 2008: Te Tai Tokerau | Eleccions de 2008: Te Tai Tokerau | Eleccions de 2008: Te Tai Tokerau | Eleccions de 2008: Te Tai Tokerau | Eleccions de 2008: Te Tai Tokerau | Eleccions de 2008: Te Tai Tokerau | Eleccions de 2008: Te Tai Tokerau |
| Partit                            | Partit                                    | Candidat                          | Vots per candidat                 | %                                 | ±%                                | Vots per partit                   | %                                 | ±%                                |
| --------------------------------- | ----------------------------------------- | --------------------------------- | --------------------------------- | --------------------------------- | --------------------------------- | --------------------------------- | --------------------------------- | --------------------------------- |
|                                   | Mana                                      | Hone Harawira                     | 12.019                            | 61,95                             | +9,54                             | 6.204                             | 30,77                             | -0,27                             |
|                                   | Laborista                                 | Kelvin Davis                      | 5.711                             | 29,44                             | -3,97                             | 9.200                             | 45,63                             | -3,70                             |
|                                   | Cànnabis                                  | Judy Daniels                      | 788                               | 4,06                              | +1,05                             | 218                               | 1,08                              | +0,44                             |
|                                   | ACT                                       | Peter Tashkoff                    | 680                               | 3,51                              | +3,51                             | 112                               | 0,56                              | +0,31                             |
|                                   | Hapu                                      | David Rankin                      | 202                               | 1,04                              | +1,04                             |                                   |                                   |                                   |
|                                   | Nacional                                  |                                   |                                   |                                   |                                   | 1.883                             | 9,34                              | -4,33                             |
|                                   | NZ Primer                                 |                                   |                                   |                                   |                                   | 1.495                             | 7,41                              | -0,45                             |
|                                   | Verd                                      |                                   |                                   |                                   |                                   | 709                               | 3,52                              | -0,83                             |
|                                   | Família                                   |                                   |                                   |                                   |                                   | 108                               | 0,54                              | +0,54                             |
|                                   | Bill i Ben                                |                                   |                                   |                                   |                                   | 74                                | 0,37                              | +0,37                             |
|                                   | Progressista                              |                                   |                                   |                                   |                                   | 74                                | 0,37                              | -0,01                             |
|                                   | Kiwi                                      |                                   |                                   |                                   |                                   | 32                                | 0,16                              | +0,16                             |
|                                   | Unit Futur                                |                                   |                                   |                                   |                                   | 24                                | 0,12                              | -0,29                             |
|                                   | RAM                                       |                                   |                                   |                                   |                                   | 10                                | 0,05                              | +0,05                             |
|                                   | Pacífic                                   |                                   |                                   |                                   |                                   | 6                                 | 0,03                              | +0,03                             |
|                                   | Aliança                                   |                                   |                                   |                                   |                                   | 5                                 | 0,02                              | -0,01                             |
|                                   | Libertarianz                              |                                   |                                   |                                   |                                   | 5                                 | 0,02                              | +0,00                             |
|                                   | Treballadors                              |                                   |                                   |                                   |                                   | 3                                 | 0,01                              | +0,01                             |
|                                   | Democràtic                                |                                   |                                   |                                   |                                   | 1                                 | 0,00                              | -0,05                             |
| Vots nuls                         | Vots nuls                                 | Vots nuls                         | Vots nuls                         | Vots nuls                         | Vots nuls                         | 292                               | 1,45                              | +0,27                             |
| Participació                      | Participació                              | Participació                      | Participació                      | Participació                      | Participació                      | 20.163                            | 63,25                             | -6,54                             |
| Majoria                           | Majoria                                   | Majoria                           | Majoria                           | Majoria                           | Majoria                           | 6.308                             | 32,52                             | +13,52                            |
|                                   | Circumscripció defensada pel Partit Maori |                                   |                                   |                                   |                                   |                                   |                                   |                                   |

| Eleccions de 2005: Te Tai Tokerau | Eleccions de 2005: Te Tai Tokerau        | Eleccions de 2005: Te Tai Tokerau | Eleccions de 2005: Te Tai Tokerau | Eleccions de 2005: Te Tai Tokerau | Eleccions de 2005: Te Tai Tokerau | Eleccions de 2005: Te Tai Tokerau | Eleccions de 2005: Te Tai Tokerau | Eleccions de 2005: Te Tai Tokerau |  |
| Partit                            | Partit                                   | Candidat                          | Vots per candidat                 | %                                 | ±%                                | Vots per partit                   | %                                 | ±%                                |  |
| --------------------------------- | ---------------------------------------- | --------------------------------- | --------------------------------- | --------------------------------- | --------------------------------- | --------------------------------- | --------------------------------- | --------------------------------- |  |
|                                   | Mana                                     | Hone Harawira                     | 9.965                             | 52,41                             | +52,41                            | 6.151                             | 31,00                             | +31,00                            |  |
|                                   | Laborista                                | Dover Samuels                     | 6.352                             | 33,41                             | -16,99                            | 9.788                             | 49,33                             | +2,10                             |  |
|                                   | Independent                              | Mangu Mere                        | 1.250                             | 6,57                              | +6,57                             |                                   |                                   |                                   |  |
|                                   | Destí                                    | Ernest Morton                     | 664                               | 3,49                              | +3,49                             | 80                                | 0,40                              | +0,40                             |  |
|                                   | Cànnabis                                 | Judy Daniels                      | 574                               | 3,01                              | +3,01                             | 126                               | 0,64                              | -1,73                             |  |
|                                   | Independent                              | Hana Maxwell                      | 207                               | 1,09                              | +1,09                             |                                   |                                   |                                   |  |
|                                   | NZ Primer                                |                                   |                                   |                                   |                                   | 1.559                             | 7,86                              | -12,63                            |  |
|                                   | Nacional                                 |                                   |                                   |                                   |                                   | 994                               | 5,01                              | -0,85                             |  |
|                                   | Verd                                     |                                   |                                   |                                   |                                   | 533                               | 2,69                              | -8,67                             |  |
|                                   | Unit Futur                               |                                   |                                   |                                   |                                   | 81                                | 0,41                              | -1,74                             |  |
|                                   | Progressista                             |                                   |                                   |                                   |                                   | 71                                | 0,36                              | -1,01                             |  |
|                                   | ACT                                      |                                   |                                   |                                   |                                   | 49                                | 0,25                              | -1,18                             |  |
|                                   | 99 Diputats                              |                                   |                                   |                                   |                                   | 33                                | 0,17                              | +0,17                             |  |
|                                   | Patrimoni Cristià                        |                                   |                                   |                                   |                                   | 18                                | 0,09                              | -1,81                             |  |
|                                   | Drets de la Família                      |                                   |                                   |                                   |                                   | 17                                | 0,09                              | +0,09                             |  |
|                                   | Democràtic                               |                                   |                                   |                                   |                                   | 10                                | 0,05                              | +0,05                             |  |
|                                   | Aliança                                  |                                   |                                   |                                   |                                   | 6                                 | 0,03                              | -3,64                             |  |
|                                   | República                                |                                   |                                   |                                   |                                   | 6                                 | 0,03                              | +0,03                             |  |
|                                   | Una NZ                                   |                                   |                                   |                                   |                                   | 5                                 | 0,03                              | -0,01                             |  |
|                                   | Democràcia Directa                       |                                   |                                   |                                   |                                   | 3                                 | 0,02                              | +0,02                             |  |
|                                   | Libertarianz                             |                                   |                                   |                                   |                                   | 3                                 | 0,02                              | +0,02                             |  |
| Vots nuls                         | Vots nuls                                | Vots nuls                         | Vots nuls                         | Vots nuls                         | Vots nuls                         | 234                               | 1,18                              | +0,01                             |  |
| Participació                      | Participació                             | Participació                      | Participació                      | Participació                      | Participació                      | 19.842                            | 69,79                             | +11,13                            |  |
| Majoria                           | Majoria                                  | Majoria                           | Majoria                           | Majoria                           | Majoria                           | 3.613                             | 19,00                             | +52,41                            |  |
|                                   | Circumscripció guanyada pel Partit Maori |                                   |                                   |                                   |                                   |                                   |                                   |                                   |  |

| Eleccions de 2002: Te Tai Tokerau | Eleccions de 2002: Te Tai Tokerau             | Eleccions de 2002: Te Tai Tokerau | Eleccions de 2002: Te Tai Tokerau | Eleccions de 2002: Te Tai Tokerau | Eleccions de 2002: Te Tai Tokerau | Eleccions de 2002: Te Tai Tokerau | Eleccions de 2002: Te Tai Tokerau | Eleccions de 2002: Te Tai Tokerau |
| Partit                            | Partit                                        | Candidat                          | Vots per candidat                 | %                                 | ±%                                | Vots per partit                   | %                                 | ±%                                |
| --------------------------------- | --------------------------------------------- | --------------------------------- | --------------------------------- | --------------------------------- | --------------------------------- | --------------------------------- | --------------------------------- | --------------------------------- |
|                                   | Laborista                                     | Dover Samuels                     | 7.868                             | 50,40                             | +3,08                             | 7.646                             | 47,23                             | -4,36                             |
|                                   | Independent                                   | Maryann Mangu                     | 2.532                             | 16,22                             | +16,22                            |                                   |                                   |                                   |
|                                   | Aliança                                       | Rangimarie Glavish                | 1.926                             | 12,34                             | +5,25                             | 594                               | 3,67                              | -2,99                             |
|                                   | Nacional                                      | Mita Harris                       | 1.018                             | 6,52                              | +1,98                             | 674                               | 4,16                              | -2,32                             |
|                                   | Independent                                   | Michael Smith                     | 822                               | 5,27                              | +5,27                             |                                   |                                   |                                   |
|                                   | Patrimoni Cristià                             | Michael Norman                    | 625                               | 4,00                              | +1,96                             | 308                               | 1,90                              | +0,35                             |
|                                   | Progressista                                  | Petera Kamira                     | 428                               | 2,74                              | +2,74                             | 222                               | 1,37                              | +1,37                             |
|                                   | Nova Generació                                | Te Kaiarahi Hui                   | 308                               | 1,97                              | +0,77                             |                                   |                                   |                                   |
|                                   | Qualitat de Vida                              | Ivan Erstich                      | 83                                | 0,53                              | +0,53                             |                                   |                                   |                                   |
|                                   | NZ Primer                                     |                                   |                                   |                                   |                                   | 3.318                             | 20,49                             | +4,76                             |
|                                   | Verd                                          |                                   |                                   |                                   |                                   | 1.839                             | 11,36                             | +5,62                             |
|                                   | Mana Maori                                    |                                   |                                   |                                   |                                   | 531                               | 3,28                              | +0,57                             |
|                                   | Cànnabis                                      |                                   |                                   |                                   |                                   | 384                               | 2,37                              | -0,66                             |
|                                   | Unit Futur                                    |                                   |                                   |                                   |                                   | 348                               | 2,15                              | +2,15                             |
|                                   | ACT                                           |                                   |                                   |                                   |                                   | 231                               | 1,43                              | +0,48                             |
|                                   | Recreació                                     |                                   |                                   |                                   |                                   | 81                                | 0,50                              | +0,50                             |
|                                   | NMP                                           |                                   |                                   |                                   |                                   | 7                                 | 0,04                              | -0,05                             |
|                                   | Una NZ                                        |                                   |                                   |                                   |                                   | 7                                 | 0,04                              | -0,08                             |
| Vots nuls                         | Vots nuls                                     | Vots nuls                         | Vots nuls                         | Vots nuls                         | Vots nuls                         | 189                               | 1,17                              | -0,93                             |
| Participació                      | Participació                                  | Participació                      | Participació                      | Participació                      | Participació                      | 16.190                            | 58,67                             | -11,41                            |
| Majoria                           | Majoria                                       | Majoria                           | Majoria                           | Majoria                           | Majoria                           | 5.336                             | 34,18                             | +2,80                             |
|                                   | Circumscripció defensada pel Partit Laborista |                                   |                                   |                                   |                                   |                                   |                                   |                                   |

### Dècada de 1990
| Eleccions de 1999: Te Tai Tokerau | Eleccions de 1999: Te Tai Tokerau            | Eleccions de 1999: Te Tai Tokerau | Eleccions de 1999: Te Tai Tokerau | Eleccions de 1999: Te Tai Tokerau | Eleccions de 1999: Te Tai Tokerau | Eleccions de 1999: Te Tai Tokerau | Eleccions de 1999: Te Tai Tokerau | Eleccions de 1999: Te Tai Tokerau |
| Partit                            | Partit                                       | Candidat                          | Vots per candidat                 | %                                 | ±%                                | Vots per partit                   | %                                 | ±%                                |
| --------------------------------- | -------------------------------------------- | --------------------------------- | --------------------------------- | --------------------------------- | --------------------------------- | --------------------------------- | --------------------------------- | --------------------------------- |
|                                   | Laborista                                    | Dover Samuels                     | 8.583                             | 47,32                             | +26,55                            | 9.403                             | 51,59                             | +22,53                            |
|                                   | NZ Primer                                    | Anaru George                      | 2.891                             | 15,94                             | -44,49                            | 2.868                             | 15,73                             | -29,65                            |
|                                   | Mauri Pacific                                | Tau Henare                        | 2.781                             | 15,33                             | -45,10                            | 746                               | 4,09                              | +4,09                             |
|                                   | Aliança                                      | Ella Henry                        | 1.286                             | 7,09                              | +0,17                             | 1.214                             | 6,66                              | -1,89                             |
|                                   | Nacional                                     | Tom Murray                        | 824                               | 4,54                              | +0,15                             | 1.182                             | 6,48                              | -0,23                             |
|                                   | Patrimoni Cristià                            | James Prime                       | 370                               | 2,04                              | +2,04                             | 282                               | 1,55                              | +1,55                             |
|                                   | ACT                                          | Nellie Rata                       | 280                               | 1,54                              | +1,54                             | 174                               | 0,95                              | -0,17                             |
|                                   | Independent                                  | Kingi Taurua                      | 266                               | 1,47                              | +1,47                             |                                   |                                   |                                   |
|                                   | Mana Wahine                                  | Mere Rawiri-Tau                   | 257                               | 1,42                              | +1,42                             |                                   |                                   |                                   |
|                                   | Piri Wiri Tua                                | Te Kaiarahi Hui                   | 207                               | 1,14                              | +1,14                             |                                   |                                   |                                   |
|                                   | Independent                                  | Dun Mihaka                        | 187                               | 1,03                              | +1,03                             |                                   |                                   |                                   |
|                                   | Independent                                  | Marama Netana                     | 104                               | 0,57                              | +0,57                             |                                   |                                   |                                   |
|                                   | ML                                           | Atareta Hills                     | 102                               | 0,56                              | +0,56                             | 43                                | 0,24                              | +0,24                             |
|                                   | Verd                                         |                                   |                                   |                                   |                                   | 1.046                             | 5,74                              | +5,74                             |
|                                   | Cànnabis                                     |                                   |                                   |                                   |                                   | 553                               | 3,03                              | -0,43                             |
|                                   | Mana Maori                                   |                                   |                                   |                                   |                                   | 494                               | 2,71                              | -0,08                             |
|                                   | Futur                                        |                                   |                                   |                                   |                                   | 89                                | 0,49                              | +0,49                             |
|                                   | Animals Primer                               |                                   |                                   |                                   |                                   | 36                                | 0,20                              | -0,04                             |
|                                   | Una NZ                                       |                                   |                                   |                                   |                                   | 22                                | 0,12                              | +0,12                             |
|                                   | NMP                                          |                                   |                                   |                                   |                                   | 17                                | 0,09                              | +0,09                             |
|                                   | Libertarianz                                 |                                   |                                   |                                   |                                   | 16                                | 0,09                              | +0,08                             |
|                                   | McGillicuddy                                 |                                   |                                   |                                   |                                   | 16                                | 0,09                              | -0,08                             |
|                                   | Opció Popular                                |                                   |                                   |                                   |                                   | 9                                 | 0,05                              | +0,05                             |
|                                   | NZ Unida                                     |                                   |                                   |                                   |                                   | 9                                 | 0,05                              | -0,04                             |
|                                   | Llei Natural                                 |                                   |                                   |                                   |                                   | 5                                 | 0,03                              | -0,09                             |
|                                   | Republicà                                    |                                   |                                   |                                   |                                   | 4                                 | 0,02                              | +0,02                             |
| Vots nuls                         | Vots nuls                                    | Vots nuls                         | Vots nuls                         | Vots nuls                         | Vots nuls                         | 409                               | 2,10                              | +0,99                             |
| Participació                      | Participació                                 | Participació                      | Participació                      | Participació                      | Participació                      | 18.228                            | 70,08                             | -8,16                             |
| Majoria                           | Majoria                                      | Majoria                           | Majoria                           | Majoria                           | Majoria                           | 5.692                             | 31,38                             | +52,15                            |
|                                   | Circumscripció guanyada pel Partit Laborista |                                   |                                   |                                   |                                   |                                   |                                   |                                   |

| Eleccions de 1996: Te Tai Tokerau | Eleccions de 1996: Te Tai Tokerau               | Eleccions de 1996: Te Tai Tokerau | Eleccions de 1996: Te Tai Tokerau | Eleccions de 1996: Te Tai Tokerau | Eleccions de 1996: Te Tai Tokerau | Eleccions de 1996: Te Tai Tokerau | Eleccions de 1996: Te Tai Tokerau | Eleccions de 1996: Te Tai Tokerau |
| Partit                            | Partit                                          | Candidat                          | Vots per candidat                 | %                                 | ±%                                | Vots per partit                   | %                                 | ±%                                |
| --------------------------------- | ----------------------------------------------- | --------------------------------- | --------------------------------- | --------------------------------- | --------------------------------- | --------------------------------- | --------------------------------- | --------------------------------- |
|                                   | NZ Primer                                       | Tau Henare                        | 12.826                            | 60,43                             |                                   | 9.644                             | 45,38                             |                                   |
|                                   | Laborista                                       | Joe Hawke                         | 4.408                             | 20,77                             |                                   | 6.176                             | 29,06                             |                                   |
|                                   | Aliança                                         | Peter Campbell                    | 1.468                             | 6,92                              |                                   | 1.818                             | 8,55                              |                                   |
|                                   | Nacional                                        | Rihari Dargaville                 | 931                               | 4,39                              |                                   | 1.426                             | 6,71                              |                                   |
|                                   | Independent                                     | Maryanne Baker                    | 740                               | 3,49                              |                                   |                                   |                                   |                                   |
|                                   | Poble Indígena                                  | Kingi Taurua                      | 370                               | 1,74                              |                                   |                                   |                                   |                                   |
|                                   | Coalició Cristiana                              | Larry Sutherland                  | 299                               | 1,41                              |                                   | 380                               | 1,79                              |                                   |
|                                   | McGillicuddy                                    | K. T. Julian                      | 99                                | 0,47                              |                                   | 37                                | 0,17                              |                                   |
|                                   | Llei Natural                                    | Mary Austin                       | 84                                | 0,40                              |                                   | 25                                | 0,12                              |                                   |
|                                   | Cànnabis                                        |                                   |                                   |                                   |                                   | 735                               | 3,46                              |                                   |
|                                   | Mana Maori                                      |                                   |                                   |                                   |                                   | 592                               | 2,79                              |                                   |
|                                   | ACT                                             |                                   |                                   |                                   |                                   | 238                               | 1,12                              |                                   |
|                                   | Progressista Verd                               |                                   |                                   |                                   |                                   | 54                                | 0,25                              |                                   |
|                                   | Animals Primer                                  |                                   |                                   |                                   |                                   | 35                                | 0,16                              |                                   |
|                                   | Societat Verda                                  |                                   |                                   |                                   |                                   | 30                                | 0,14                              |                                   |
|                                   | Te Tawharau                                     |                                   |                                   |                                   |                                   | 22                                | 0,10                              |                                   |
|                                   | NZ Unida                                        |                                   |                                   |                                   |                                   | 19                                | 0,09                              |                                   |
|                                   | Avança                                          |                                   |                                   |                                   |                                   | 6                                 | 0,03                              |                                   |
|                                   | Pensionistes i Joves                            |                                   |                                   |                                   |                                   | 6                                 | 0,03                              |                                   |
|                                   | Conservador                                     |                                   |                                   |                                   |                                   | 4                                 | 0,02                              |                                   |
|                                   | Libertarianz                                    |                                   |                                   |                                   |                                   | 3                                 | 0,01                              |                                   |
|                                   | Minoria Ètnica                                  |                                   |                                   |                                   |                                   | 2                                 | 0,01                              |                                   |
| Vots nuls                         | Vots nuls                                       | Vots nuls                         | Vots nuls                         | Vots nuls                         | Vots nuls                         | 235                               | 1,11                              |                                   |
| Participació                      | Participació                                    | Participació                      | Participació                      | Participació                      | Participació                      | 21.252                            | 78,24                             |                                   |
| Majoria                           | Majoria                                         | Majoria                           | Majoria                           | Majoria                           | Majoria                           | 8.418                             | 39,66                             |                                   |
|                                   | Circumscripció guanyada per Nova Zelanda Primer |                                   |                                   |                                   |                                   |                                   |                                   |                                   |

## Circumscripcions properes
|  |  |  |
|  |  |  |
|  |  |  |